# 레이컬 일렉트로닉스
레이컬 일렉트로닉스(Racal)는 영국 3위의 전자업체이다.
110개국에서 활동 중이며 종업원은 30,000명 이상이다.

## 보다폰
레이컬은 세계 2위의 이동통신회사인 보다폰의 모기업이다. 레이컬은 1983년 영국 민영기업으로서는 처음으로 이동통신 라이선스를 획득했다. 1984년 레이컬은 자회사 레이컬 보다폰(Racal Vodafone)을 설립했으며, 1991년 보다폰은 레이컬에서 분리독립해 보다폰 그룹(Vodafone Group)이 되었다.
2007년 기준으로, 영국 뉴버리에 본사를 둔 보다폰은 전세계 27개국에서 사업을 하고 있는 세계 최대의 이동통신 사업자다. 2006년 회계연도 매출은 293억5000만파운드(약54조 3000억원)를 기록했으며 전 세계 가입자 수는 2006년 6월 현재 1억8680만명이다.
2014년 기준으로, 보다폰 그룹은 차이나 모바일에 이어 세계 2위 이동통신 사업자다.

## 탈레스 그룹
2000년 영국 레이컬은 13억 파운드에 프랑스 톰슨-CSF(현재 탈레스 그룹)에 인수합병되었다. 따라서 현재는 영국에 본사가 있는 프랑스 기업이다.